# Libošovice
Libošovice är en ort i Tjeckien. Den ligger i den centrala delen av landet, 70 km nordost om huvudstaden Prag. Libošovice ligger 296 meter över havet och antalet invånare är 426.
Terrängen runt Libošovice är huvudsakligen platt, men norrut är den kuperad. Terrängen runt Libošovice sluttar västerut. Runt Libošovice är det ganska glesbefolkat, med 23 invånare per kvadratkilometer. Närmaste större samhälle är Jičín, 14,6 km öster om Libošovice. Trakten runt Libošovice består till största delen av jordbruksmark.